# 拓跋脩
拓跋脩（5世紀—416年5月25日），魏道武帝拓跋珪第五子，生母不詳，北魏宗室。

## 生平
天賜四年（407年）春二月，魏道武帝封拓跋脩為河間王。泰常元年四月庚申（416年5月25日），拓拔修去世，没有儿子。太平真君元年（440年），魏太武帝拓跋焘承续已断绝的世系，诏令以拓拔修哥哥河南王拓跋曜之子拓跋羯儿承袭拓跋脩的河间王爵位，改封略阳王。

## 延伸阅读
[在维基数据编辑]
 《魏書/卷16》，出自魏收《魏书》